# Smicksburg
Smicksburg és una població dels Estats Units a l'estat de Pennsilvània. Segons el cens del 2000 tenia 49 habitants.

## Demografia
Segons el cens del 2000, Smicksburg tenia 49 habitants, 25 habitatges, i 14 famílies. La densitat de població era de 135,1 habitants/km².
Dels 25 habitatges en un 16% hi vivien nens de menys de 18 anys, en un 40% hi vivien parelles casades, en un 8% dones solteres, i en un 44% no eren unitats familiars. En el 40% dels habitatges hi vivien persones soles el 24% de les quals corresponia a persones de 65 anys o més que vivien soles. El nombre mitjà de persones vivint en cada habitatge era d'1,96 i el nombre mitjà de persones que vivien en cada família era de 2,5.
Per edats la població es repartia de la següent manera: un 16,3% tenia menys de 18 anys, un 6,1% entre 18 i 24, un 28,6% entre 25 i 44, un 22,4% de 45 a 60 i un 26,5% 65 anys o més.
L'edat mediana era de 44 anys. Per cada 100 dones de 18 o més anys hi havia 95,2 homes.
La renda mediana per habitatge era de 26.875$ i la renda mediana per família de 37.500$. Els homes tenien una renda mediana de 26.750$ mentre que les dones 25.625$. La renda per capita de la població era de 14.502$. Entorn del 20% de les famílies i el 20,7% de la població estaven per davall del llindar de pobresa.

## Poblacions més properes
El següent diagrama mostra les poblacions més properes.